# (36639) 2000 QC183
2000 QC183 (asteroide 36639) é um asteroide da cintura principal. Possui uma excentricidade de 0.06733620 e uma inclinação de 1.25283º.
Este asteroide foi descoberto no dia 31 de agosto de 2000 por LINEAR em Socorro.